# Палеонтологический институт имени А. А. Борисяка РАН
Палеонтологи́ческий институ́т им. А. А. Борисяка́ РАН (ПИН им. А. А. Борисяка РАН) — научный институт Российской академии наук, один из крупнейших палеонтологических институтов в мире, располагается в Москве, основан в 1930 году в Ленинграде.

## Описание
Палеонтологический институт РАН является крупнейшим в мире и единственным в России специализированным учреждением, которое занимается вопросами морфологии, систематики и филогении ископаемых организмов, изучением общих закономерностей формирования биоразнообразия, построением целостной картины развития живого на Земле.
Штат Палеонтологического института насчитывает более 100 научных сотрудников (в том числе 4 академика, около 30 докторов наук и более 60 кандидатов наук), которые объединены по лабораториям в соответствии с систематическим положением изучаемых организмов. Институт обеспечен современным научно-исследовательским оборудованием, функционирует кабинет приборной аналитики.
В Институте основаны новые самостоятельные направления науки (палеоэкология, тафономия, палеоневрология, эволюционная морфология, палеонтология докембрия, изучение становления скелетных организмов, бактериальная палеонтология), сложились признанные во всем мире научные школы по изучению групп ископаемых организмов, наиболее важных для биостратиграфии и исследования эволюции: археоциат, моллюсков, мшанок, брахиопод, иглокожих, насекомых, растений, рыб и рыбообразных, амфибий, рептилий, птиц и млекопитающих.
Институт выпускает «Палеонтологический журнал» и «Труды ПИН РАН» (1932 — Т.1; 2015 — Т.295). С 1969 года работает постоянно действующая Совместная Российско-Монгольская (ранее Советско-Монгольская) палеонтологическая экспедиция.

## История
В 1930 году Геологический музей имени Петра I АН СССР (в Ленинграде) был разделён на три самостоятельных института:
1. Геологический институт АН СССР (ГИН АН СССР)
2. Палеозоологический институт АН СССР (ПИН АН СССР)
3. Петрографический институт АН СССР (ПЕТРИН АН СССР)

### Палеозоологический институт АН СССР
Институт в 1930 году вошёл в состав Отделения биологических наук АН СССР.
Институт был создан на базе и путём разделения и включил Северодвинскую палеозоологическую галерею. Организатором и первым директором института был А. А. Борисяк.
В 1935 году (вместе с другими учреждениями АН СССР) институт был переведён в Москву и включён в состав Института эволюционной морфологии и палеозоологии (ИЭМП).

### Палеонтологический институт АН СССР
В 1936 году в результате разделения ИЭМП был создан Палеонтологический институт АН СССР.
В 2008 году институту присвоено имя академика А. А. Борисяка.

### Директора института
- 1930 — А. А. Борисяк
- 1944 — А. Г. Вологдин
- 1945 — Ю. А. Орлов
- 1966 — Н. Н. Крамаренко
- 1975 — Л. П. Татаринов
- 1992 — А. Ю. Розанов
- 2012 — С. В. Рожнов
- 2016 — А. В. Лопатин

## Палеонтологический музей
В 1937 году при институте был открыт Палеонтологический музей имени Ю. А. Орлова, в фондах которого представлены практически все известные виды окаменелостей всех геологических эпох, собранные во всех регионах бывшего СССР и многих других странах.
В музее экспонируются богатые коллекции древнейших организмов Зимнего берега Белого моря и Сибири, парейазавров и тероморфов Европейской части России, динозавров Монголии и Северной Америки, млекопитающих Евразии.

## Известные сотрудники
- А. Г. Сенников - кандидат биологических наук
- Е. А. Сенникова - кандидат биологических наук